# Blang Tue
Blang Tue is een bestuurslaag in het regentschap Aceh Utara van de provincie Atjeh, Indonesië. Blang Tue telt 474 inwoners (volkstelling 2010).